# Adrian Leat
Adrian Leat (ur. 22 września 1987) – nowozelandzki judoka. 
Uczestnik mistrzostw świata w 2013 i 2015. Startował w Pucharze Świata w latach: 2009 i 2012-2016. Srebrny medalista igrzysk wspólnoty narodów w 2014. Zdobył pięć medali na mistrzostwach Oceanii w latach 2008-2016.
Jego brat Alister Leat, również był judoką.